# Bulbophyllum filicoides
Bulbophyllum filicoides là một loài phong lan thuộc chi Bulbophyllum.